# کناردندانه‌ای
کناردندانه‌ای (نام علمی: Pleurodonte) نام یک سرده از زیرراسته شکم‌پایان سیگمورثرا است.